# The Marble Man

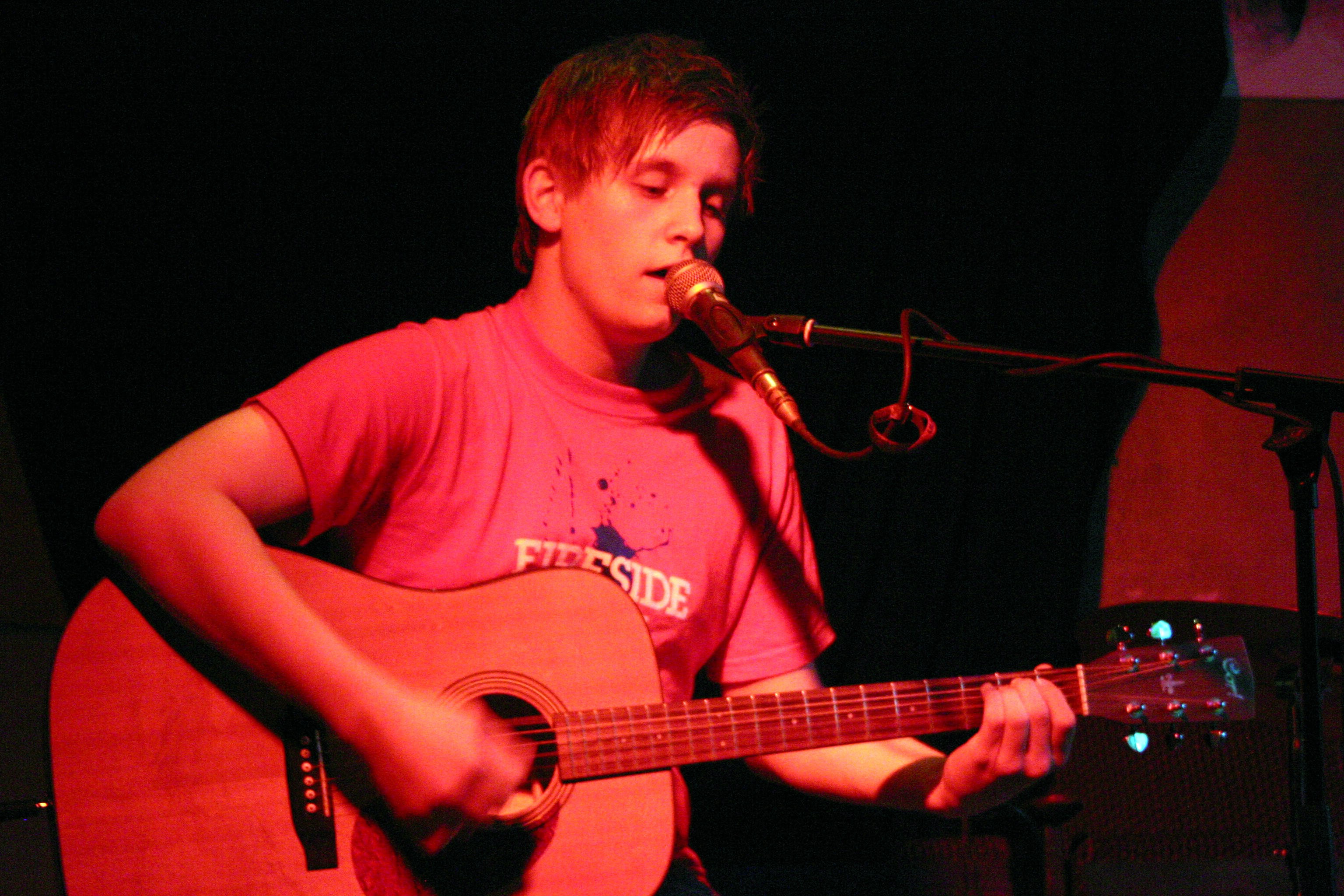
The Marble Man, 2006

The Marble Man, bürgerlich Josef Wirnshofer (* 1987 in Erlstätt), ist ein deutscher Folkpop-Musiker und Singer-Songwriter, der regelmäßig auch unter demselben Namen mit Begleitband auftritt, mittlerweile mit fester Besetzung (Jonas Übelherr, Boris Mitterwieser, Michael Zahnbrecher und Daniel Mannfeld).

## Leben
Wirnshofer wuchs im Landkreis Traunstein auf. Sein Debütalbum Sugar Rails nahm er auf dem Dachboden seines Elternhauses auf. Als es 2007 beim Regensburger Label Schinderwies Productions erschien, nannte es die Musikzeitschrift Spex „eine absolute Ausnahmeleistung, einen Geniestreich“. 
2008 ging er für ein Studium nach München. 2010 veröffentlichte er beim Dresdener Label Kumpels&Friends Records sein zweites Album mit dem Titel Later, Phoenix …, das wiederum lobende Kritiken erntete. 2013 erschien beim Münchener Label Redwinetunes das dritte Album, benannt nach dem Münchener Stadtteil Haidhausen, in dem er vier Jahre lebte.
Neben Angela Aux und The Dope wurde The Marble Man dem Stil des sogenannten „New Weird Bavaria“  zugeschrieben.

## Diskografie
- 2007: Sugar Rails (Album; Schinderwies Productions)
- 2010: Later, Phoenix … (Album; K&F Records)
- 2013: Haidhausen (Album; Redwinetunes)
- 2021: Louisiana Leaf (Album; Millaphon Records)